# 火星日晷

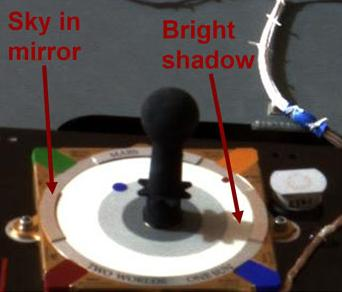
火星日晷照片

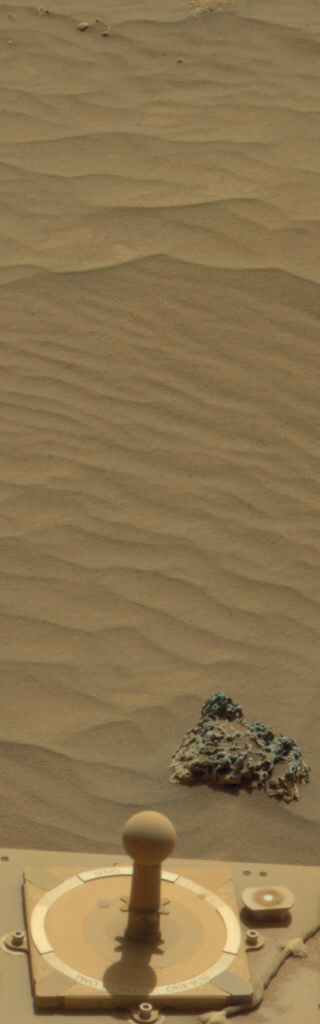
火星上勇气号漫游车上的火星日晷

火星日晷（MarsDial）是一种专为火星探测任务设计的日晷，它用于校准火星着陆器上的全景相机。火星日晷被安装在勇气号和机遇号火星车上，上面刻有“两个世界，一个太阳”和22种语言的“火星”一词。火星日晷可作为一种称为日规的日晷，在现代这只是日晷的棍状部分。日规型日晷基本上是一根“立在地上”的杆子，但通过观察阴影的长度和方向，可算出一天中的时间。日晷还可用来辨别哪一方向为北，并克服磁北与真北不同的局限性。
日晷设计团队包括“科学通”比尔·奈、太空画家乔恩·隆伯格（Jon Lomberg）和天文学家伍德拉夫·沙利文（Woodruff T. Sullivan III）、史蒂夫·斯奎尔斯（Steve Squyres）、詹姆斯·贝尔（James F. Bell, III）以及泰勒·诺德格伦（Tyler Nordgren）。计算机辅助设计和绘图由杰森·苏克曼（Jason Suchman）完成。火星日晷旨在部分作为科学推广，部分作为相机校准目标。
2012年8月登陆火星的好奇号（火星科学实验室）使用了火星探测车一具剩余的备用日晷，它上面所镌刻的文字为“火星2012”和“前往火星探索”。
顶球是节点，立杆为晷针，四角上的颜色用于校准相机色彩，内圈为灰度区，中间有一圈用来反射天空的镜面。
日晷也是未来人类探险家所要寻找的信物。

## 列表
- 火星车-A 勇气号[1]
- 火星车-B 机遇号[1]
- 火星科学实验室好奇号[5]

## 另请查看
- 凤凰号火星探测器#凤凰号DVD (凤凰号火星着陆器载有一张DVD)
- 旅行者金唱片